# Austromusotima metastictalis
Austromusotima metastictalis is een vlinder uit de familie van de grasmotten (Crambidae). De wetenschappelijke naam van de soort is voor het eerst gepubliceerd in 1917 door George Francis Hampson.
De soort komt voor in Papoea-Nieuw-Guinea en Australië.